# سازمان بین‌المللی تولیدکنندگان وسایل نقلیه موتوری

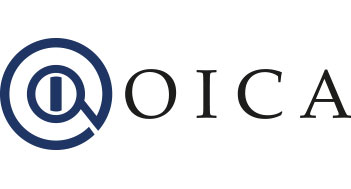
لوگوی سازمان بین‌المللی تولیدکنندگان وسایل نقلیه موتوری

سازمان بین‌المللی تولیدکنندگان وسایل نقلیه موتوری (به فرانسه Organisation Internationale des Constructeurs d'Automobiles) در سال ۱۹۱۹ در پاریس بنیان نهاده شد. وظیفه این شرکت هماهنگ کردن ارتباطات میان شرکت‌ها و همچنین برپایی نمایشگاه‌های خودرو در سطح جهان است.